# Cine Río
El Cine Río estava ubicat al barri dels indians de Barcelona, a un emplaçament on anteriorment hi havia hagut una sala de ball anomenada Río de Janeiro. Comptava amb dos accessos, el principal pel carrer de Matanzas 40, i l'altre per Pinar del Río 24-26. Abans de construir-se la sala d'exhibició, ja es projectaven pel·lícules a l'aire lliure a la pròpia sala de ball.
Com a sala d'exhibició es va inaugurar el 30 de maig de 1963 amb la projecció en doble sessió de Can-Can i Men in War (estrenada com La colina de los diablos de acero). Posteriorment, durant els primers anys continuà amb l'habitual sistema de sessió doble dels cinemes de reestrena dels barris, fins que fou adquirit per la Cadena Balañá i tornà a obrir les portes com a cinema d'estrena el 29 de gener de 1973.
Continuà amb la seva activitat fins a l'any 2002, quan va tancar definitivament les portes el 6 de juny amb la projecció de Invicte. Després de tancar, fou enderrocat i es construïren pisos al solar que havia ocupat.